# Slag bij Boomplaats
De Slag bij Boomplaats was een veldslag tussen de Voortrekkers onder leiding van Andries Pretorius en een Brits leger van Harry Smith.

## De slag
Op 3 februari 1848 proclameerde Smith de Oranjeriviersoevereiniteit, waarbij Transoranje, het gebied tussen de Oranje- en Vaalrivier, tot Britse kolonie werd uitgeroepen. De Voortrekkers die zich hier hadden gevestigd waren juist weggetrokken voor Britse overheersing. Pretorius vertrok na de annexatie onmiddellijk de Vaalrivier over, maar werd door de Boeren van Winburg verzocht om hun commando te leiden en gewapenderhand hun vrijheid terug te winnen. Pretorius' vrouw lag op dat moment op sterven, maar ze vertelde hem dat hij meer hulp kon bieden aan zijn landgenoten dan aan haar. Zij overleed tijdens Pretorius' afwezigheid.
Op 12 juni kwam Pretorius aan in Winburg en verzamelde hij een commando. Op 21 juni veroverde hij Bloemfontein waarop er door Smith een prijs van 1000 pond op zijn hoofd werd gezet. Smith verzamelde zo'n 800 soldaten en pro-Britse Boeren en Griekwa en ging de gewapende confrontatie met Pretorius aan.
Bij de Oranjerivier werd het leger van Pretorius verslagen, die met vele andere Boeren de Soevereiniteit verliet om in het noorden de Zuid-Afrikaansche Republiek te stichten.